# 大内錬
大内 錬（おおうち れん、1999年1月22日 - ）は、ジャパンラグビーリーグワンマツダスカイアクティブズ広島に所属するラグビー選手。

## プロフィール
- ポジションはフルバック(FB)。
- 身長 182 cm、体重 85 kg
- 7人制日本代表に選ばれたことがある[1]。

## 来歴
佐野日大高校、東洋大学を経て、2022年、マツダスカイアクティブズ広島に加入。なお東洋大学ラグビー部時代、BKリーダーを務めた。